# USS Oakland (CL-95)
USS Oakland (CL-95), var en modifierad lätt kryssare av Atlanta-klass, den första av en grupp på fyra som ibland kallas "Oakland-klassen". Hon kölsträcktes på Bethlehem Shipbuilding Corporation i San Francisco, Kalifornien, den 15 juli 1940, sjösattes den 23 oktober 1942 och togs i bruk den 17 juli 1943. Hon fick sitt namn efter staden Oakland i Kalifornien.

## Tjänstgöring

### Andra världskriget

#### 1943
Efter sjötester och utbildning utanför San Diego sommaren 1943 seglade Oakland tillbaka till Pearl Harbor och anlände den 3 november. Tillsammans med tre tunga kryssare och två jagare anslöt hon till Task Group 50.3 (TG 50.3) nära Funafuti på Elliceöarna för att stödja Operation Galvanic, amfibieoffensiven mot Gilbertöarna. Hangarfartygen inledde flyganfall den 19 november och som vedergällning anföll en våg av japanska torpedflygplan formationen på eftermiddagen den 20 november. Oakland sköt ned två flygplan.
Den 26 november, nordost om Marshallöarna, avvärjde Oakland återigen starka koordinerade torpedplansattacker. Klockan 23.32 den 4 december slog en torped in i sidan på USS Lexington och skadade styrkontrollen och Oakland fortsatte sin långsamma tillbakadragning och anlände till Pearl Harbor den 9 december.

#### 1944
Oakland lämnade Pearl Harbor den 16 januari 1944 med hangarfartygen i TG 58.1 på väg mot Marshallöarna. Gruppen inledde anfall mot Maloelap den 29 januari och mot Kwajalein den 30 januari. Ett amfibieanfall gjordes mot Kwajalein den 1 februari. Oakland och hangarfartygen stödde de amerikanska operationerna på land tills de gick in i Majuro Lagoon den 4 februari.
Fartygen i TG 58.1 lättade ankar den 12 februari, seglade från Majuro och inledde flyganfall mot Truk den 16-17 februari, vilket orsakade stor skada på den viktiga japanska flottbasen där.
Oakland seglade iväg med TG 58.1 den 7 mars på väg mot Espiritu Santo i Nya Hebriderna. Gruppen rundade Salomonöarna och hjälpte till med ockupationen av Emirau Island, norr om New Britain, den 20 mars. Den 27 mars fortsatte gruppen till västra Karolinerna. Hangarfartygen möttes av kraftiga luftattacker, men Oakland och hennes partners i skärmen lyckades avvärja dem innan några skador uppstod. De anföll Palau den 30 mars, Yap den 31 mars och Woleai den 1 april, innan de återvände till Majuro den 6 april.
Under april genomförde gruppen liknande operationer på Wake Island och Samar. De attackerade återigen Truk den 29–30 maj, samt Satowan på det senare datumet. De allierades yt- och flygbombningar träffade Ponape den 1 maj, innan Oakland drog sig tillbaka till Kwajalein den 4 maj.
Efter luftvärnsutbildning hjälpte Oakland till att anfalla Guam den 11 juni och seglade sedan norrut för att anfalla Vulkan- och Boninöarna den 14 juni.
Väster om de omstridda Marianerna skyndade Task Force 58 (TF 58) för att genskjuta en stor japansk ytstyrka som närmade sig från Filippinerna. I det efterföljande slaget om Filippinska sjön ägde den berömda "Turkey Shoot" rum när amerikanska plan decimerade de tränade luftgrupperna i tre japanska hangarfartygsdivisioner och nästan eliminerade det japanska marinflyget.
Mot slutet av slaget, när mörkret började smyga sig på, spanade de återvändande amerikanska piloterna över havet efter sina hangarfartyg. Amiral Mitscher, på bryggan på sitt flaggskepp, var orolig för sina män och gav ordern "Tänd ljusen". Som svar tändes Oaklands 910 mm strålkastare, vilket hjälpte till att lysa upp Filippinska sjön.
TG 58.1 slog därefter till mot Pagan Island den 23 juni och Iwo Jima nästa dag. Den 27 juni samlades enheterna på Enewetak-atollen för bunkring och den 30 juni seglade de nordväst till Boninöarna. Gruppen genomförde ett förödande luft- och sjöbombardemang mot Iwo Jima och Chichi Jima den 3–4 juli, och den 5 juli var de på väg söderut för ett nytt anfall på Marianerna.
Den 7 juli inledde hangarfartygen en serie omväxlande anfall mot Guam och Rota. Oakland och USS Helm samarbetade för att rädda nedskjutna piloter utanför Guam och sköt mot mål på Orotehalvön.
Klockan 0800 den 4 augusti rapporterade spaningsplan att en japansk konvoj sicksackade ut från Chichi Jima till Boninöanra. Två timmar senare rapporterade hangarfartygens plan att de attackerade fientliga fartyg. En attackgrupp bildades snabbt bestående av Oakland, Santa Fe, Mobile och Biloxi samt 91:a jagardivisionen.
Avskilda från den större gruppen kl. 1241, seglade gruppen av kryssare i 30 knop (56 km/h) mellan Ototo och Yome Jima och anlände till platsen omkring kl. 1730. Jagarna bildade en anfallsgrupp framför kryssarna och sänkte kl. 1845 en liten oljetanker. En annan eftersläntrare från konvojen, som senare identifierades som jagaren Matsu, siktades 1924 och sänktes därefter.
Klockan 2145 hittade gruppen ett 7500-tons försörjningsfartyg och sänkte det, innan de vände söderut mot Chichi Jima. Oakland besköt fartyg i Chichis hamn Funtami Ko tre gånger och hjälpte till att tysta ett landbatteri innan hon drog sig tillbaka kl. 1119 den 5 augusti. Flera japanska fartyg hade sänkts, en sjöflygbas hade skadats och bränder hade startat bland kajer och lagerlokaler.
Mellan den 6 och 8 september anföll Oaklands grupp Palau, med Peleliu som huvudmål. På kvällen den 8 september styrde de västerut för att anfalla fiendens flygfält på Filippinerna fram till den 22 september.
Den 6 oktober lämnade Oakland Ulithi för att eskortera hangarfartyg mot Ryukyuöarna och slog till mot Okinawa den 10 oktober. De anföll installationer på Formosa och Pescadorerna den 12 oktober och 1835, när de drog sig tillbaka, avvärjde de japanska luftattackerna.
De anföll Formosa igen den 13 oktober, och återigen slog det kejserliga flygvapnet till med full kraft när styrkan drog sig tillbaka i skymningen. Oakland hjälpte till att slå tillbaka flygplanen men vid 1835 skadades Canberra i TG 38.1 av en torped och den 14 oktober träffades Houston av en torped. Oakland täckte sedan tillbakadragandet av de två träffade fartygen, innan man deltog i anfallen mot Luzon från 17-19 oktober och stödde landstigningarna på Leyte den 20:e.
På väg till Ulithi den 24 oktober fick Oakland order om att omedelbart hjälpa till att stoppa den japanska flottan som var på väg mot Leytebukten. När hon anlände till platsen hade fienden slagits tillbaka och hangarfartygen inledde långdistansanfall mot den retirerande fienden. Slaget vid Leytebukten innebar i princip slutet för den kejserliga japanska flottan som en effektiv stridsstyrka.
Från november till december seglade Oakland med olika arbetsgrupper från TF 38 som stödde den filippinska befrielsekampanjen. Den 18 december klarade hon sig undan en tyfon i Filippinska sjön och undgick allvarliga skador.

#### 1945
Oakland återvände till San Francisco den 11 januari 1945. Hon stannade för reparationer och sjötester tills hon seglade till Hawaii den 4 mars. Oakland anlände till Pearl Harbor den 9 mars och påbörjade ytterligare träning söder om Oahu. Hon fick förflyttningsorder den 14:e och seglade till Ulithi, uppsamlingsområdet för Okinawa.
Hon nådde Ulithi den 30 mars och seglade igen med andra enheter dagen därpå. På tapeten stod den mest ambitiösa amfibieattacken under Stillahavskriget. Den 2 april skiljdes gruppen åt och Oakland seglade i förväg för att ansluta sig till TG 58.4. Under fem dagar deltog hon i anfallet mot Sakishimaöarna i södra Ryukyuöarna och fortsatte sedan till Okinawa.
Den 10 april omplacerades Oakland till TG 58.3 för återstoden av Okinawa-kampanjen. Den 11 april utsattes hon för en ny luftattack när hennes skyttar träffade ett störtbombplan.
Tillsammans med andra grupper från TF 58 förflyttade sig Oakland norrut den 15 april för att inleda anfall mot flygfält vid Kyūshū. Fiendens plan försökte gång på gång tränga igenom stridsgruppens skyddande jaktparaply. Två gånger öppnade Oaklands kanoner eld och hjälpte till att förstöra ett flygplan och driva bort ett annat.
Okinawas försvar anfölls igen den 17 april. Kamikazeplan undvek stridsflygpatrullen på morgonen och Oakland sköt ned två när de passerade över fartyget. Den 29 april drev Oakland bort ytterligare ett fientligt flygplan. TG 58.3 hade slagits mot det bästa som det japanska flygvapnet hade att erbjuda under 11 dagar i april. Resten av månaden användes för att göra ytterligare anfall mot Okinawa och genomföra skjutövningar med drönare och bogserade mål.
Lågt flygande plan började närma gruppen tidigt på morgonen den 11 maj. Efter frukost begav sig besättningen på Oakland till stridsspositioner, men någon attack hade inte ägt rum vid den tidpunkten. Två kamikazeplan slog ner på Bunker Hills flygdäck 1 800 meter från kryssaren. En trio livflottar lossades från Oakland för att hjälpa till med räddningen av överlevande från Bunker Hill som siktades föröver.
Styrkan slog till igen mot flygfält på Kyūshū den 13 maj. Den 14 maj svarade japanerna med motanfall. Strax efter frukost såg man en ensam Zero cirkla genom molnen och Oaklands kanoner öppnade snabbt eld, men deras byte försvann lika snabbt ur sikte. Sedan kom han tillbaka mycket snabbt. Enterprise fick ta smällen av flygplanets kraschdyk när det träffade hennes flygdäck.
Inom kort dök en grupp kamikazeplan upp och inom loppet av 15 minuter sköt Oakland ned fyra flygplan.
Under hela maj stannade Oakland kvar med insatsgruppen utanför Okinawa. Den 29 maj flyttades hon tillbaka till TG 38.1 under amiral Halsey och satte kurs mot Leytebukten, där hon ankrade i San Pedro Bay den 1 juni.
Den 10 juli inledde TG 38.1 sina räder mot det japanska fastlandet med början i Honshū och sedan norrut till Hokkaidō. Den 17–20 juli deltog Oakland i anfall mot Tokyo och den 24–27 juli mot Kure och Kobe. Tokyo träffades igen den 30 juli tillsammans med Nagoya. Den 7 augusti vände fartygen norrut för att slå till mot Honshū-Hokkaido-området för andra gången. Den 15 augusti kom den efterlängtade ordern "upphör med alla offensiva operationer". Oakland fortsatte sedan till sitt tilldelade operationsområde för ockupationen av Japan.
Hon förflyttade sig till Tokyobukten den 30 augusti och när hon låg för ankar nära Yokosuka. Oakland låg flera tusen meter från USS Missouri (BB-63) och gav sina sjömän möjlighet att bevittna den oförglömliga höjdpunkten i deras krig.

### Efterkrigstiden
När Oakland låg för ankar i Tokyobukten natten till den 27 september svepte en tyfon in nära hamninloppet. Ett tankfartyg drog upp ankaret och träffade Oaklands bog, vilket orsakade mindre skador.
Den 1 oktober seglade Oakland till Okinawa för att ta ombord hemvändande veteraner för "Operation Magic Carpet" resa till San Francisco. Hon lämnade Okinawa den 3 oktober och anlände till San Francisco den 20 oktober. Navy Day (27 oktober) i Oakland, Kalifornien, uppmärksammades genom närvaron av Oakland. I november och december seglade Oakland över Stilla havet två gånger, först till Enewetak och sedan till Kwajalein. I slutet av året överlät flottan uppgiften att ta hem veteranerna helt till sin transporttjänst, och Oakland beordrades till Bremerton, Washington.
Istället för att inaktiveras skulle Oakland fortsätta som en aktiv enhet i flottan under efterkrigstiden. Hon fick en grundlig översyn vid Puget Sound Navy Yard efter de långa månaderna av strid.
Den 6 januari 1947 gav sig Oakland iväg på sin första kryssning efter kriget till Fjärran Östern. Efter ett stopp i Pearl Harbor den 14:e genomförde den lätta kryssaren en två månader lång flottövning i Marianerna och Marshallöarna och besökte Guam, Saipan och Kwajalein innan hon återvände till Pearl Harbor den 11 mars. Istället för att återvända till San Diego beordrades dock Oakland österut till Kina, där det amerikanska stödet för de nationalistiska kineserna i inbördeskriget mot de kommunistiska kineserna växte efter att medlingsförsöken kollapsat. Oakland anlände till Qingdao den 30 mars och blev flaggskepp för kapten Sherman R. Clark, befälhavare för 3:e jagarflottiljen. Den lätta kryssaren opererade från den hamnen och Shanghai under de kommande tre månaderna och genomförde nästan ett dussin patruller i Östkinesiska havet. Spänningarna var särskilt höga i maj, då kommuniststyrkor hotade det amerikanska konsulatet i Peking och de amerikanska styrkorna i Kina sattes i högsta beredskap. Som en del av detta svar levererade Oakland en liten landstigningsstyrka med sjömän för att hjälpa marinsoldaterna i Qingdao. Spänningarna lättade i juni och den lätta kryssaren lämnade Kina den 20 juli och stannade till i Yokosuka och Pearl Harbor innan den anlände till San Diego den 8 augusti.
Den 18 mars omklassificerades Oakland till CLAA-95. Den 1 juli 1949 togs Oakland ur bruk i San Francisco. Hon avskrevs den 1 mars 1959 och såldes till Louis Simons den 1 december för skrotning. Skrotningen slutfördes i slutet av 1962.